# 四通橋事件
座標: 北緯39度57分56秒 東経116度18分55秒 / 北緯39.96564度 東経116.31517度

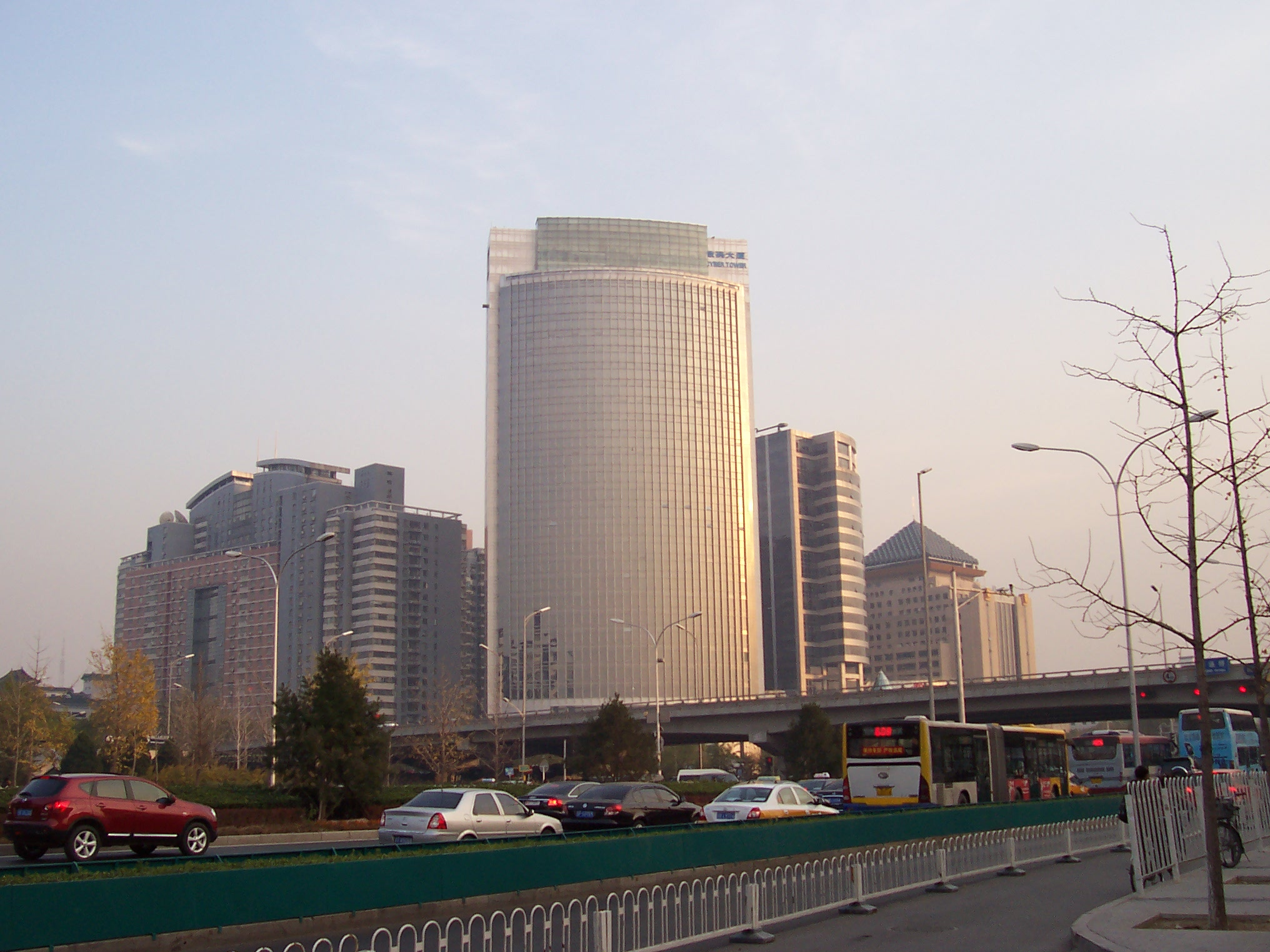
横断幕が掲げられた北京市海淀区の四通橋（写真は2003年のもの）

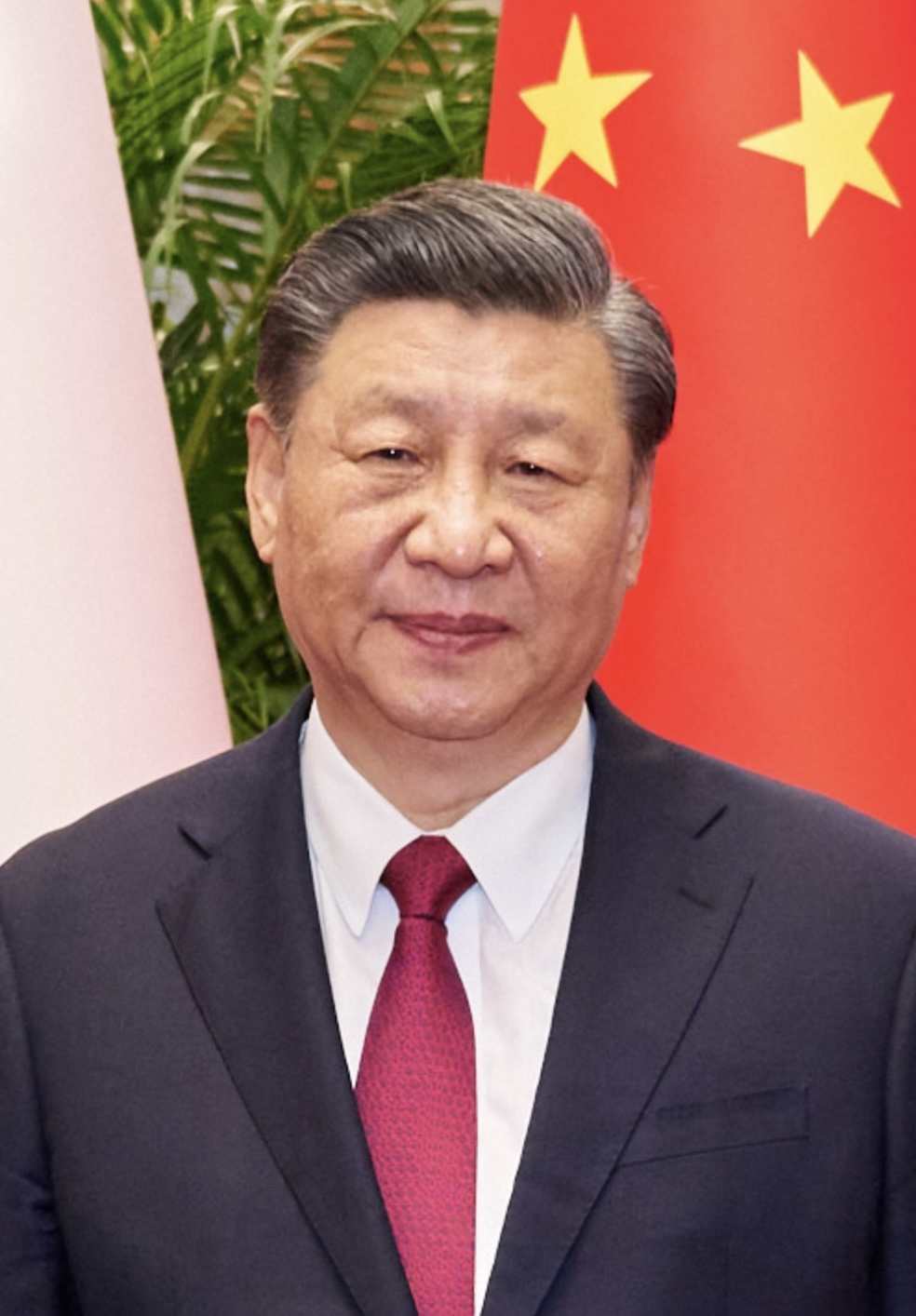
習近平

四通橋事件は、2022年10月13日朝、中華人民共和国北京市海淀区の四通橋で習近平共産党総書記を批判する横断幕が掲げられた事件。厳重な言論統制が敷かれる同国で今回のような抗議行動が行われるのは、異例のことである。なお、当時の北京市は、2022年10月16日から10月22日にかけて開催された中国共産党第二十回全国代表大会を3日後に控えていた。中国共産党の習近平総書記（最高指導者）の個人崇拝、独裁、人権侵害、検閲の強化、生涯にわたるリーダーシップの追求、ゼロコロナ政策を批判するもので、横断幕をかかげたほかタイヤを燃やして煙を焚いた。
抗議者の身元は不明だが、1989年の「タンクマン」（無名の反逆者）にちなんで「ブリッジマン "Bridge Man"」と呼ばれている。

## 背景
中国共産党支配下の中国では2000年代に抗議活動が頻繁に行われ、清華大学の社会学教授孫立平によれば、2010年には当局に対し180,000件の抗議活動がなされた。

## 概要
2022年10月13日、中国の首都である北京市海淀区の高架橋、四通橋の側面に、以下のような、習近平体制を批判する横断幕が2枚掲げられた。
ロックダウンは要らない ; 自由が欲しい。

嘘は要らない ; 尊厳が欲しい。

文革は要らない ; 改革が欲しい。

領袖（習近平指導部）は要らない ; 選挙が欲しい。

奴隷になりたくない ; 国民になりたい。

掲げられた2枚の横断幕には「独裁国賊習近平を罷免せよ」「文革はいらない、改革が必要だ」「領袖は要らない、投票が欲しい」「封鎖は要らない、自由が欲しい」などの文言が記されていた。抗議は1人の抗議者によって行われた。抗議者は、オレンジ色のベストと黄色のヘルメットを着用して、建設作業員に変装していた。抗議者は四通橋に横断幕を掲げ、持参したタイヤに火を放った。その後、彼は拡声器を通して繰り返し「学校と職場でストライキを行い、独裁者で国賊の習近平を排除せよ! 私たちは食べたい、自由が欲しい、投票したい!」と連呼した。
日本の読売テレビも「飯を食わせろ! 自由をくれ! 投票させろ!」などと民主化を求める抗議の声も聞かれたことを伝えている。また、米国のCNNも「拡声器から流れる抗議のスローガンの音声」が確認されたと報じている。
誰がこの横断幕を掲げたかは分かっておらず、幕が掲げられた現場には警察や消防当局が駆けつけて幕を撤去し、厳戒態勢が敷かれた。
横断幕を捉えた写真や動画がSNS（ソーシャル・ネットワーキング・サービス）に投稿されると、急速に広まった。抗議者の身元は不明であるが、ある物理学者であると信じられており、そのTwitterアカウントには称賛のメッセージが殺到した。しかし、写真や動画はただちに削除され、閲覧できなくなっている。読売テレビによれば、中国の国営テレビは、この件について一切触れていないとのことである。

## 反応
彼の行動はBBCニュースによって「習近平体制下における中国人民の抗議の最も重要な行為の1つ」と紹介された。
彼の抗議に応え、アメリカ合衆国、イギリス、カナダ、オランダ、韓国など多くの大学のキャンパスから、抗議者との連帯を示すポスターや習近平非難のスローガンを示した多数の写真がTwitterによって拡散した。同様の抗議スローガンは、その後、中国の他の都市にも落書きとなって登場し、AirDropを介して拡がった。彼の行動を祝福するアートもオンラインで共有されている。
抗議の写真やビデオは、中華人民共和国インターネット検閲システムによって検閲された。抗議のビデオや画像を再投稿した一部の個人も逮捕されている。中国当局は「四通橋」や「勇敢な男」など人民を抗議に導く可能性のある用語を検閲している。ブルームバーグニュースは、「勇気」「橋」さらには「北京」などのワードも検閲されたと報じている。